# Sleigh Ride

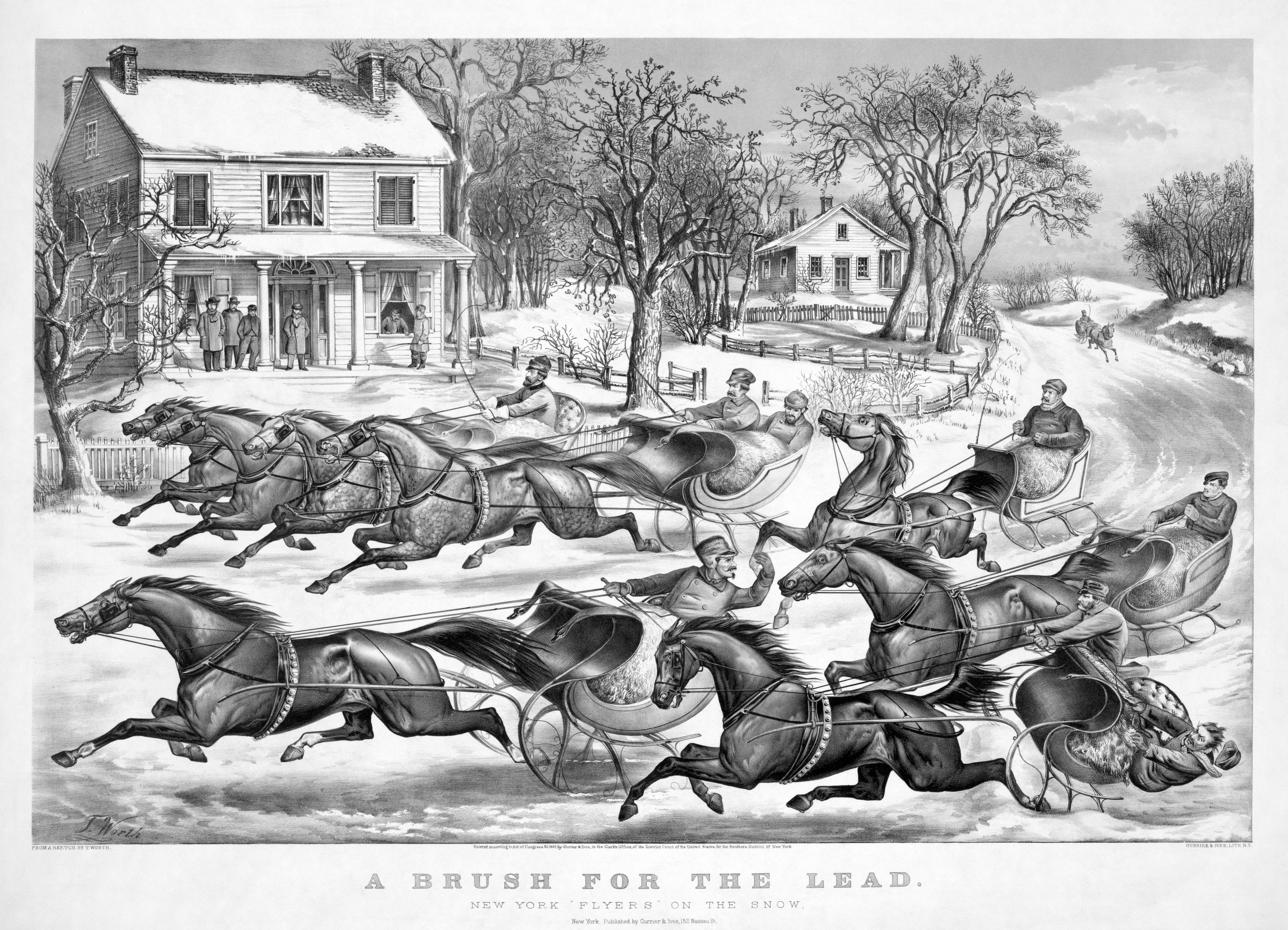
"A Brush for the Lead", litografi av Currier and Ives, 1867. I sångtexten jämförs en slädfärd med "a picture print by Currier and Ives".

Sleigh Ride är ett musikstycke komponerat av Leroy Anderson. Boston Pops Orchestra under ledning av Arthur Fiedler uruppförde verket i maj 1948 och gjorde den första inspelningen 1949, samma år som Mitchell Parish skrev originaltexten. Leroy Anderson spelade in en version 1950. Oftast används sången som julsång, men ordet jul nämns inte.
Sleigh Ride är förmodligen Leroy Andersons mest kända komposition och på många sätt hans mest sofistikerade orkesterminiatyr. Han började komponera stycket under en värmebölja sommaren 1946 som han tillbringade i sommarhuset i Woodbury, Connecticut. Anderson tillbringade dagarna med att gräva diken på jakt efter rör som en gång lett källvatten från närliggande berg. Det var under detta arbete som musikstycket, som kretsar runt bjällror och klappret av hästhovar, tog form. Anderson arbetade på kompositionen av och till i ungefär ett år innan han sände sin första version till Arthur Fiedler.
Leroy Anderson gav ut sin version på skivmärket Decca 9-16000 (45 rpm) / 16000 (78 rpm). Denna version gavs senare ut på CD, samt 1959 på hans inspelning. Inspelningen gick in på tidskriften Cashbox storsäljarlista när den återlanserades 1952. Boston Pops Orchestra har även spelat in Sleigh Ride under ledning av John Williams, som dirigerade orkestern 1979-1995, samt under den nuvarande dirigenten Keith Lockharts ledning.
Sleigh Ride har flera versioner på svenska, bland annat Jingeling Tingeling, Slädfärden av Spicco, Slädfärd av Beppe Wolgers och En släde för två av Ingela “Pling” Forsman. Family Four spelade in Jingeling Tingeling 1971 och Pernilla Wahlgren sjöng in den 1990. Charlotte Perrelli spelade in En släde för två 2008. Ibland sjungs sången Jingeling Tingeling i kombination med Winter Wonderland.